# Les Moitiers-en-Bauptois

Les Moitiers-en-Bauptois este o comună în departamentul Manche, Franța. În 1 ianuarie 2018 avea o populație de 318 de locuitori.